# Сухов, Анатолий Николаевич
Анато́лий Никола́евич Су́хов (род. 11 июля 1949) — советский и российский психолог. Доктор психологических наук, профессор (1992). Почётный работник ВПО; действительный член Академии педагогических и социальных наук (1996), действительный член Академии социальных технологий и местного самоуправления (2007).

## Биография
В 1970 г. окончил Рязанский государственный педагогический институт. В 1973—1998 гг. служил в органах внутренних дел; вёл научно-исследовательскую и преподавательскую работу в Рязанской высшей школе МВД СССР, Рязанском институте права и экономики МВД РФ, Академии ФСИН в должности научного, старшего научного сотрудника, начальника кафедры и факультета. Почётный профессор РГУ имени С. А. Есенина и АПУ ФСИН России.
С 1998 г. заведует кафедрой социальной психологии и социальной работы РГУ имени С. А. Есенина.

## Научная деятельность
В 1978 г. защитил кандидатскую («Проблема конфликтов в производственных коллективах осуждённых»), в 1991 г. — докторскую диссертацию («Психология криминогенного общения в среде осуждённых»). Сфера научных интересов — конфликты, криминогенное общение, социальная напряжённость, кризис, социальная психология безопасности.
Автор более 350 научных публикаций (некоторые переизданы 8-13 раз, в частности, учебник «Социальная психология»).
Подготовил одного доктора и более 10 кандидатов наук. Состоит в редакционной коллегии ряда журналов, являлся членом нескольких докторских диссертационных советов, в настоящее время — член объединённого докторского диссертационного совета. Длительное время был председателем докторского совета по защите диссертаций по юридической психологии и педагогике. Награждён шестью медалями, в том числе медалью К. Д. Ушинского, Почетной грамотой ГД РФ.

## Награды
Медаль К. Д. Ушинского
Основные труды:·
- Адаптация осуждённых к среде ИТУ.- Рязань, РВШ МВД СССР, 1981. — 94с.
- Конфликты в первичных коллективах осуждённых: учебно-практическое пособие .- Рязань, РВШ МВД СССР, 1978. — 72 с.
- Общение осуждённых при чрезвычайных обстоятельствах: учебное пособие. — Рязань, РВШ МВД СССР, 1984. — 60с.
- Внеколлективное поведение осуждённых: учебное пособие — Москва, ВНИИ МВД СССР, 1987. — 40 с.
- Социально-психологические явления в среде осуждëнных.- Рязань, Рязанская высшая школа МВД СССР, 1987.- 64с.
- Основы формирования профессионального общения сотрудников ИТУ с осуждëнными. — Рязань, РВШ МВД РФ, 1992.- 148с.
- Криминогенное общение в среде осуждённых: учебное пособие. — Рязань, Рязанский институт МВД РФ, 1993. — 134 с.
- Основы социально-психологической теории: учебное пособие. — Москва, МПСИ, 1995. — 421 с.
- Прикладная социальная психология: учебное пособие / под ред. А. Н. Сухова, А. А. Деркача. — М.: Московский психолого-социальный институт, 1998. — 688 с.
- Власть, общество и экономика: социально-психологический анализ. — Вологда, Вологодский филиал Рязанского института права и экономики МВД России, 1999.- 101с.
- Социальная психология : учеб. пособие / под ред. А. Н. Сухова. — М. : издательства «Академия», «Юнити-Дана», Москва, 2001—2017.
- Социальная психология безопасности: учебное пособие для студентов высших учебных заведений. -М.: Академия, 2002, 2005. — 249 с.
- Реальная социальная психология: учебное пособие для студентов высших учебных заведений. -М.: Московский психолого-социальный университет, 2004. — 350 с.
- Социальная психология образования: учебное пособие. — М.: Московский психолого-социальный университет, 2005. — 359 с.
- Выборы, теория и практика: учебное пособие / А. Н. Сухов, С. А. Трыканова; под ред. А. Н. Сухова; М. : Российская акад. образования, Московский психолого-социальный ин-т, 2006. — 255 с.
- Миграция в Европе и её последствия: учебное пособие / А. Н. Сухов, С. А. Трыканова; — М.: Флинта, 2008,2016. — 216 с.
- Социальная психология преступности: учеб. пособие. — М.: Московский психолого-социальный институт, 2007. — 568 с.
- Основы социально-психологических исследований: учебник. — М.: Гардарики, 2007. — 334 с.
- Социальная работа в пенитенциарных учреждениях: учебное пособие / под ред. А. Н. Сухова. — М.: Московский психолого-социальный институт, 2008. — 384 с.
- Социальная психология организации: учеб. пособие / под ред. А. Н. Сухова. — М.; Воронеж: МПСИ : МОДЕК, 2010. — 632 с.
- Историко-психологический анализ реформирования и модернизации России: учеб. пособие. — М.: Флинта, 2011,2017. — 280 с.
- Основы психосоциальной работы с населением : учеб. пособие. — М.: ФЛИНТА, 2013,2017. — 690 с.
- К. Роджерс. Гуманистическая психология: теория и практика / составитель А. Н. Сухов. — М.: МПСУ, 2013. — 450 с.
- Социальная психология: учеб. пособ. для студ. учреждений сред. проф. образования. — 12-е изд., стер. — М.: Академия, 2015. — 240 с.
- Успех, карьера и развитие: социально-психологический аспект: монография. — М.: МПСУ, 2016. — 172 с.
- Успех, карьера и развитие: социально-психологический анализ: учебное пособие  2-е издание, переработанное и дополненное. — М. : ФЛИНТА, 2016. — 376 с.
- Социальная психология: учебное пособие для студентов вузов / под редакцией А. Н. Сухова. (Восьмое издание, переработанное и дополненное). — М.: Юнити-Дана, 2017. — 368 с.
- Кризисы в переговорной практике сотрудников специальных подразделений и пути их преодоления: монография. / А. Н. Сухов, В. В. Вахнина. — М.: Академия управления МВД России, 2016. — 210 с.
- Психология общения: Школа Академика А. А. Бодалева. Коллективная монография. — М.: РШБА, 2017. — 447с.
- Социальная психология организованной преступности. Монография.- М.: Юнити — Дана,2017. — 158с.
- Основы социальной психологии: учебное пособие. — М.: Кнорус,2018. — 242с.
- Социально-психологические технологии работы с различными группами населения.-М.: Юнити-Дана, 2019.-271с.
- Психосоциальная работа в уголовно-исполнительной системе с осуждёнными, освобождаемыми из исправительных учреждений. Учебное пособие. / А. Н. Сухов, В. Н. Казанцев, Н. А. Полянин, В. Е. Матвеенко, Н. А. Тулкинбаев, О. Г. Ананьев, И. А. Кузнецова, Б. В. Александров — Москва: ФЛИНТА, 2019. — 152 с.
- Психология социальной работы. (Бакалавриат). Учебное пособие. / Сухов А. Н. — Москва: КноРус, 2019. — 278 с.
- Криминальное насилие в семье: личностный аспект.М., Флинта,2019.
- Социальная конфликтология: учеб. пособие для студентов вузов, обучающихся по гуманитарным специальностям / А.Н. Сухов. — М.: ЮНИТИ-ДАНА, 2021. —255с.
- Социальная модернизация.- М., ЮРАЙТ, 2021. -178 с.
- Пенитенциарная психология.-М., Проспект, 2021.-1248с.
- Методические основы подготовки и защиты квалификационных работ бакалаврами и магистрантами: учебно-методическое пособие.-М.: Флинта,  2021.-122с.
- Социальная психология безопасности: теория и практика.-М., 2023.-444с.
- Социальная психология.-М.: Юнити-Дана,2023.-445с.
- Социальная психология и ее основные отрасли.-М.: Директ-Медиа, 2024.- 460с.
- Социальная конфликтология. 2-е изд, перераб. и доп. Учебник. Гриф МУМЦ "Профессиональный учебник". Гриф НИИ образования и науки,2024.-303с.

Картинки — Яндекс